# جيمس بيشوب
جيمس بيشوب (بالإنجليزية: James Bishop)‏ هو شخصية أعمال وسياسي أمريكي، ولد في 11 مايو 1816 في الولايات المتحدة، وتوفي في 10 مايو 1895 في الولايات المتحدة. حزبياً، نشط في Opposition Party (Southern U.S.) ‏. وقد انتخب عضو جمعية نيوجيرسي العامة وانتخب عضو مجلس النواب الأمريكي.